# Frank Mastiaux

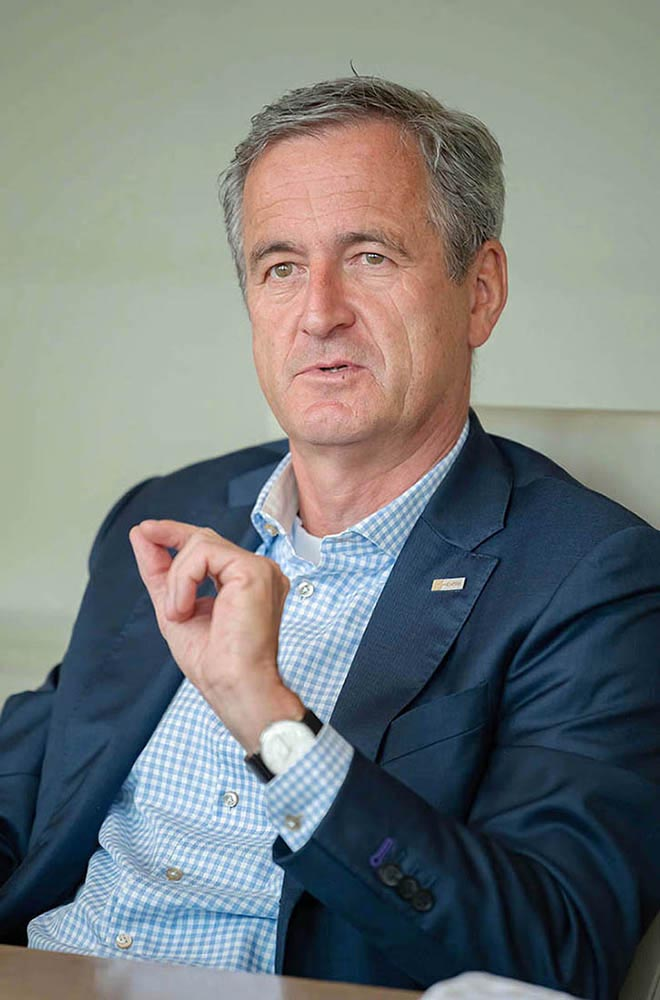
Frank Mastiaux 2020

Frank Mastiaux (* 24. März 1964 in Essen) ist ein deutscher Manager.

## Leben

### Familie
Mastiaux' Vorfahren wanderten im 16. Jahrhundert als französische Protestanten aus der Region um Nantes in die Eifel ein. Sein Großvater und auch sein Vater waren Bauingenieure.

### Studium
Mastiaux studierte an der Universität Bochum Chemie und promovierte 1993 anschließend im Fach Chemie an der Universität Duisburg-Essen.

### Beruflicher Werdegang
Mastiaux begann seine berufliche Laufbahn 1993 in der Öl- und Gasindustrie bei der Veba Oel AG, der Aral AG sowie dem internationalen Energieunternehmen BP in verschiedenen Management-Positionen in Deutschland, Großbritannien und den USA.
Ab 2007 baute er beim E.ON-Konzern das Geschäft der erneuerbaren Energien auf. Ab 2010 forcierte er die Internationalisierung dieses Konzerns mit Projekten in Schwellenländern mit starkem Wirtschaftswachstum.

### Vorstandsvorsitzender EnBW Energie Baden-Württemberg
Am 30. März 2012 gab die EnBW Energie Baden-Württemberg bekannt, dass Mastiaux zum 1. Oktober 2012 das Amt des Vorstandsvorsitzenden übernehmen würde.
Mastiaux wurde mit Wirkung zum 1. Oktober 2012 zunächst für die Dauer von fünf Jahren zum Mitglied des Vorstands und zu dessen Vorsitzendem bestellt. Der Vertrag wurde Ende 2016 um weitere fünf Jahre bis zum 30. September 2022 verlängert.
Mastiaux kündigte 2012 infolge des Atomausstiegs und der Energiewende eine grundlegende Neuausrichtung des Konzerns hin zu einem Infrastrukturanbieter an: Bis 2020 sollte der Anteil erneuerbarer Energien am EnBW-Energiemix auf 40 Prozent erweitert sowie das Netz- und Vertriebsgeschäft gestärkt werden. Die Ziele wurden 2019 erreicht. Bis 2025 soll der Anteil erneuerbarer Energieträger am EnBW-Energiemix auf 50 Prozent erhöht werden. Mastiaux möchte Unternehmensentscheidungen eng an Aspekten der Nachhaltigkeit orientieren, damit die EnBW bis 2035 klimaneutral wird.
2019 wurde durch den Erwerb des Breitbandunternehmens Plusnet 2019 unter Mastiaux' Leitung das Telekommunikationsgeschäft der EnBW ausgebaut. Ein weiterer Schwerpunkt der Neuausrichtung ist die Förderung der Elektromobilität. Die EnBW betreibt mittlerweile das größte Schnellladenetz in Deutschland.
Mastiaux wurde 2020 zum „Energiemanager des Jahres“ der Fachzeitschrift „Energie & Management“, der Kanzlei Becker Büttner Held sowie des Beratungsunternehmens K.Group GmbH gewählt.
Am 25. Juni 2021 hat Frank Mastiaux bekanntgegeben, dass er nach Auslaufen seines Vertrags Ende September 2022 keine weitere Amtszeit als Vorstandsvorsitzender bei der EnBW anstrebt. Ihm folgte Andreas Schell nach.

## Positionierung

### Konzernumstrukturierung der EnBW
Mastiaux hat die EnBW Energie Baden-Württemberg neu ausgerichtet. Ausschlaggebend für die neue Strategie waren vor allem die Energiewende und der von der Bundesregierung beschlossene Ausstieg aus der Kernkraft bis 2022. Mit der Neuausrichtung wurde das Portfolio des Energieunternehmens umgebaut und vor allem in Richtung erneuerbare Energien weiterentwickelt, aber auch in Richtung kritische Infrastruktur. Hierzu zählen Telekommunikation, E-Mobilität und nachhaltige Quartiersentwicklung. Die Neuausrichtung erfolgte ohne Ausgliederung von Konzernteilen und Entlassungen.
Unter Mastiaux hat die EnBW in die Förderung von Start-Ups und neue Technologien investiert und einen Innovations-Campus in Karlsruhe aufgebaut.

### Energiewende, Ausstieg aus Kernkraft und Kohle
Mastiaux hat sich in Fragen der Energiewende entlang der Unternehmensstrategie frühzeitig und klar positioniert. Der Atomausstieg ist für ihn beschlossene Sache und entsprechend folgte der schrittweise Rückbau der jeweiligen Reaktoren nach Stilllegung.
Während Mastiaux die Maßnahmen für den Umbau des Energiesystems in Deutschland für machbar einordnete, hat er wiederholt auf die Notwendigkeit einer Beschleunigung aller Umsetzungsschritte hingewiesen.

### Nachhaltigkeit
In den vergangenen Jahren hat Mastiaux den Wandel der EnBW vom konventionellen Energieversorger zum nachhaltigen Infrastrukturanbieter vorangetrieben und das künftige Unternehmenswachstum entlang von Kriterien der Nachhaltigkeit ausgerichtet. Laut Mastiaux werden Nachhaltigkeit und Umweltschutz zunehmend zu relevanten Wirtschaftsfaktoren. So bekenne sich die EnBW voll und ganz zu den Vorgaben und Zielen des Pariser Klimaschutzabkommens und hat das Ziel, bis zum Jahr 2035 Klimaneutralität zu erreichen.

### E-Mobilität
Mastiaux setzt sich für E-Mobilität ein und ist in dem Zusammenhang regelmäßiger Teilnehmer beim Strategiedialog der Automobilwirtschaft Baden-Württemberg. Als wichtig erachtet er im Zusammenhang mit einer steigenden Anzahl von E-Autos die Themen Speicher und Netzstabilität, zu denen die EnBW, unter anderem mit Partnern wie Bosch, Pilot- und Forschungsprojekte umsetzt.  Darüber hinaus entwickelt die EnBW-Tochter Netze BW in sogenannten Netzlaboren Lösungen, mit denen die Netzintegration von Elektromobilität gelingen soll.

## Weitere Tätigkeiten
Frank Mastiaux hat unter anderem folgende Positionen inne:
- Mitglied des Aufsichtsrats bei Alstom, Paris[29]
- Mitglied im Advisory Council der Münchner Sicherheitskonferenz (MSC)[30]
- Präsidialmitglied beim Bundesverband der Deutschen Industrie e.V.[31]
- Mitglied des Stiftungsrates der Stiftung Internationaler Karlspreis zu Aachen[32]
- Mitglied des Kuratoriums der Stiftung 2 Grad[33]
- Vorsitzender des Aufsichtsrats von Sunfire SE (2025)[34]